# Gare d'Usuki
La gare d'Usuki (臼杵駅, Usuki-eki) est une gare ferroviaire de la ville d'Usuki, dans la préfecture d'Ōita au Japon. Elle est gérée par la compagnie JR Kyushu.

## Situation ferroviaire
La gare est située au point kilométrique (PK) 169,2 de la ligne principale Nippō.

## Histoire
La gare a été inaugurée le 15 août 1915.

## Service des voyageurs

### Accueil
La gare dispose d'un bâtiment voyageurs, avec guichets, ouvert tous les jours.

### Desserte
- Ligne principale Nippō :
  - voie 1 : direction Saiki, Nobeoka et Miyazaki
  - voie 2 : direction Ōita, Beppu et Kokura